# Première Neige (Polenov)
Pour les articles homonymes, voir Première Neige.
Première Neige (en russe : Ранний снег) est un tableau du peintre russe Vassili Polenov (1844-1927), réalisé en 1891. Il est exposé à la Galerie Tretiakov (où il est à l'inventaire sous no Ж-1217). Ses dimensions sont de 48 × 85 cm (selon d'autres données 46,5 × 85 cm),.

## Histoire et description
L'esquisse de ce paysage est peinte par Polenov en 1890, dans le village de Bekhovo, dans l'oblast de Toula, sur les berges de l'Oka, quand une neige précoce s'est mise à tomber en septembre. C'était juste avant le déménagement de l'artiste dans la propriété Borok que l'on a appelé plus tard Polenovo.
La composition du tableau a été soigneusement pensée par le peintre. Au premier plan, les arbres qui n'ont pas encore abandonné leur feuillage d'automne, derrière eux le ruban formé par le cours de la rivière. À l'horizon un ciel gris-bleu, couvert de nuages, le froid donné par des étendues infinies. Les détails des feuilles des arbres sont finement travaillés.
Selon le témoignage du fils du peintre, Dmitri Polenov, en 1891, son père a réalisé huit copies de ce tableau Première Neige. Selon certaines sources, un tableau, qui appartenait à la Galerie Tretiakov, a été offert à la délégation française de la Comédie française,,). Une autre copie d'auteur du tableau, qui appartenait précédemment à Alexeï Langovoï, est transmise en 1989 à la Galerie Tretiakov par le collectionneur Grigori Beliakov comme don de sa part, en mémoire de son fils le professeur Boris Beliakov (1936-1989).
Une des copies (Première Neige. Bekhovo, 1891) s'est retrouvée dans les collections de Fiodor Terechtchenko, puis a fait partie des collections du Musée national de peinture de Kiev. Une autre copie d'auteur se trouve encore au Musée d'Art de Iaroslavl.

## Critiques
La critique d'art Éleonora Paston écrit dans sa monographie sur l'œuvre de Vassili Polenov :

« La sensibilité particulière de l'artiste à la vie de la nature, le désir d'en capturer les variations à peine perceptibles à des moments précis se sont répandues à la fin du XIXe -début du  XXe siècle  dans la peinture russe de paysage et apparaissent clairement dans la toile Première Neige (1891). Selon Polenov, il a vu « par la fenêtre de son atelier en 1890 la neige tomber soudainement, quand la forêt n'avait pas encore abandonné sa parure d'automne et qu'un véritable « automne doré » se déroulait ». L'artiste a été frappé par le gel, par la torpeur de la nature, qui gardait encore la chaleur des jours d'automne, par le froid soudain qui recouvrait la terre de neige et arrêtait le cours des rivières. »